# Primera División (Chile) 2008 Clausura
Die Clausura der Primera División 2008, auch unter dem Namen Campeonato Nacional Clausura Copa Banco del Estado 2008 bekannt, war die 84. Spielzeit der Primera División, der höchsten Spielklasse im Fußball in Chile. Beginn der Saison war der 21. Juni und sie endete am 20. Dezember.
Die Saison wurde wie in den Vorjahren in zwei eigenständige Halbjahresmeisterschaften, der Apertura und Clausura, unterteilt. Deportes Concepción wurde wegen finanzieller Probleme von der Clausura ausgeschlossen.
Die Meisterschaft gewann CSD Colo-Colo, das im Finale CD Palestino besiegen konnte. Für den Klub war es der insgesamt 28. Meisterschaftstitel, der neben Apertura-Meister Everton für die Copa Libertadores 2009 qualifiziert ist. Des Weiteren qualifizierte sich auch das punktbeste Team der Clausura CF Universidad de Chile.
Anhand der Gesamttabelle steigt Deportes Melipilla ab, anhand der auf den Ergebnissen der letzten drei Spielzeiten basierten Abstiegstabelle Deportes Antofagasta und Provincial Osorno ab. Zuvor wurde bereits Deportes Concepción wegen finanzieller Problem von der Clausura ausgeschlossen und zum ersten Absteiger erklärt worden.

## Modus
Die 20 Teams spielen einmalig jeder gegen jeden. Aufgegliedert in vier Gruppen à 5 Teams kommt Gruppensieger in die Finalrunde. Dazu kommen die drei besten Gruppenzweiten sowie der Sieger aus dem Entscheidungsspiel zwischen dem vierten Gruppenzweiten und dem punktbesten Team, das noch nicht qualifiziert ist. Bei einem Unentschieden kommt das Team mit mehr Punkten aus der Ligaphase in die Finalrunde.
Die Finalrunde findet im K.-o.-System mit Hin- und Rückspiel statt. Sieger ist das Team mit mehr Toren in beiden Spielen. Die Auswärtstorregel findet erstmals Anwendung, bei weiterem Torgleichstand geht es ins Elfmeterschießen. Für die Copa Libertadores qualifizieren sich die beiden Meister sowie das punktbeste Team. Zwei Absteiger werden am Ende der Clausura anhand der Gesamttabelle aus Apertura und Clausura ermittelt. Die beiden letzten Vereine steigen direkt ab, zwei weitere Teams steigen über die gewichtete Abstiegstabelle ab. Die beiden schlechtplatziertesten Teams, die nicht direkt abgestiegen sind, spielen Relegations-Playoffs gegen die qualifizierten Zweitligisten.

## Teilnehmer
Die Absteiger nach der Clausura 2007 Coquimbo Unido, Santiago Wanderers, Lota Schwager und Deportes Puerto Montt wurden durch die Aufsteiger aus der Primera B Provincial Osorno, Rangers de Talca und Santiago Morning ersetzt. Folgende Vereine nahmen daher an der Meisterschaft 2008 teil:
| Mannschaft                | Stadt             | Stadion                                      |
| ------------------------- | ----------------- | -------------------------------------------- |
| Audax Italiano            | Santiago de Chile | Estadio Bicentenario Municipal de La Florida |
| CD Cobreloa               | Calama            | Estadio Zorros del Desierto                  |
| CD Cobresal               | El Salvador       | Estadio El Cobre                             |
| CSD Colo-Colo             | Santiago de Chile | Estadio Monumental                           |
| Deportes Antofagasta      | Antofagasta       | Estadio Regional de Antofagasta              |
| Deportes Concepción       | Concepción        | Estadio Municipal de Concepción              |
| Deportes La Serena        | La Serena         | Estadio La Portada                           |
| Deportes Melipilla        | Melipilla         | Estadio Municipal Roberto Bravo Santibáñez   |
| Deportivo Ñublense        | Chillán           | Estadio Nelson Oyarzún                       |
| Everton                   | Viña del Mar      | Estadio Sausalito                            |
| CD Huachipato             | Talcahuano        | Estadio Las Higueras                         |
| CD O’Higgins              | Rancagua          | Estadio El Teniente                          |
| CD Palestino              | Santiago de Chile | Estadio Municipal de La Cisterna             |
| Provincial Osorno         | Osorno            | Estadio Rubén Marcos Peralta                 |
| Rangers de Talca          | Talca             | Estadio Fiscal de Talca                      |
| Santiago Morning          | Santiago de Chile | Estadio Municipal de La Pintana              |
| Universidad Católica      | Santiago de Chile | Estadio San Carlos de Apoquindo              |
| Universidad de Chile      | Santiago de Chile | Estadio Nacional de Chile                    |
| Universidad de Concepción | Concepción        | Estadio Municipal de Concepción              |
| Unión Española            | Santiago de Chile | Estadio Santa Laura                          |

## Ligaphase

### Gruppe A
| Pl. | Verein                  | Sp. | S  | U | N | Tore    | Diff. | Punkte |
| --- | ----------------------- | --- | -- | - | - | ------- | ----- | ------ |
| 1.  | CF Universidad de Chile | 18  | 12 | 2 | 4 | 039:210 | +18   | 38     |
| 2.  | CSD Colo-Colo           | 18  | 10 | 3 | 5 | 032:190 | +13   | 33     |
| 3.  | Unión Española          | 18  | 7  | 4 | 7 | 028:320 | −4    | 25     |
| 4.  | Deportivo Ñublense      | 18  | 3  | 8 | 7 | 021:290 | −8    | 17     |
| 5.  | Deportes Concepción (a) | 0   | 0  | 0 | 0 | 000:000 | ±0    | 0      |

### Gruppe B
| Pl. | Verein               | Sp. | S | U | N  | Tore    | Diff. | Punkte |
| --- | -------------------- | --- | - | - | -- | ------- | ----- | ------ |
| 1.  | Rangers de Talca     | 18  | 9 | 3 | 6  | 025:250 | ±0    | 30     |
| 2.  | Universidad Católica | 18  | 9 | 2 | 7  | 037:330 | +4    | 29     |
| 3.  | Everton              | 18  | 9 | 1 | 8  | 028:250 | +3    | 28     |
| 4.  | Deportes La Serena   | 18  | 7 | 6 | 5  | 037:340 | +3    | 27     |
| 5.  | Provincial Osorno    | 18  | 3 | 1 | 14 | 018:380 | −20   | 10     |

### Gruppe C
| Pl. | Verein                       | Sp. | S  | U | N  | Tore    | Diff. | Punkte |
| --- | ---------------------------- | --- | -- | - | -- | ------- | ----- | ------ |
| 1.  | CD Palestino                 | 18  | 10 | 3 | 5  | 029:220 | +7    | 33     |
| 2.  | CD O’Higgins                 | 18  | 8  | 4 | 6  | 039:350 | +4    | 28     |
| 3.  | Santiago Morning             | 18  | 7  | 5 | 6  | 030:320 | −2    | 26     |
| 4.  | CD Universidad de Concepción | 18  | 5  | 6 | 7  | 032:320 | ±0    | 21     |
| 5.  | Deportes Melipilla           | 18  | 3  | 2 | 13 | 019:380 | −19   | 11     |

### Gruppe D
| Pl.                                | Verein               | Sp. | S | U | N | Tore    | Diff. | Punkte |
| ---------------------------------- | -------------------- | --- | - | - | - | ------- | ----- | ------ |
| 1.                                 | CD Huachipato        | 18  | 8 | 3 | 7 | 033:250 | +8    | 27     |
| 2.                                 | CD Cobreloa          | 18  | 8 | 3 | 7 | 034:320 | +2    | 27     |
| 3.                                 | Audax Italiano       | 18  | 6 | 6 | 6 | 025:250 | ±0    | 24     |
| 4.                                 | Deportes Antofagasta | 18  | 7 | 2 | 9 | 020:270 | −7    | 23     |
| 5.                                 | CD Cobresal          | 18  | 5 | 6 | 7 | 024:260 | −2    | 21     |
| Quelle: rsssf.org, Stand: Endstand |                      |     |   |   |   |         |       |        |

| (M) | Vorjahresmeister |

## Entscheidungsspiel um die Teilnahme zur Finalrunde
|         | Ergebnis |             |
| ------- | -------- | ----------- |
| Everton | 1:3      | CD Cobreloa |

Damit qualifiziert sich CD Cobreloa für die Finalrunde.

## Finalrunde

### Viertelfinale
|                         | Gesamt    |                      | Hinspiel | Rückspiel |
| ----------------------- | --------- | -------------------- | -------- | --------- |
| CD Cobreloa             | 5:3       | Universidad de Chile | 3:0      | 2:3       |
| CD Huachipato           | 3:5       | CSD Colo-Colo        | 1:1      | 2:4       |
| CD O’Higgins            | 3:4       | CD Palestino         | 2:2      | 1:2       |
| CD Universidad Católica | (a)4:4(a) | Rangers de Talca     | 3:3      | 1:1       |

### Halbfinale
|                  | Gesamt    |               | Hinspiel | Rückspiel |
| ---------------- | --------- | ------------- | -------- | --------- |
| CD Cobreloa      | (a)5:5(a) | CSD Colo-Colo | 3:3      | 2:2       |
| Rangers de Talca | (a)2:2(a) | CD Palestino  | 2:2      | 0:0       |

### Finale
Das Hinspiel fand am 14., das Rückspiel am 20. Dezember statt.
|              | Gesamt |               | Hinspiel | Rückspiel |
| ------------ | ------ | ------------- | -------- | --------- |
| CD Palestino | 2:4    | CSD Colo-Colo | 1:1      | 1:3       |

Mit dem Erfolg gewann CSD Colo-Colo seinen 28. Meisterschaftstitel.

## Beste Torschützen
| Rang | Spieler          | Klub                    | Tore |
| ---- | ---------------- | ----------------------- | ---- |
| 1    | Lucas Barrios    | CSD Colo-Colo           | 18   |
| 2    | Néstor Bareiro   | CD O’Higgins            | 16   |
|      | Gastón Cellerino | Rangers de Talca        | 16   |
| 4    | Julio Gutiérrez  | CD Universidad Católica | 12   |
| 5    | Gustavo Canales  | Deportes La Serena      | 10   |
|      | Daniel González  | CD Cobreloa             | 10   |
|      | Francisco Ibáñez | CD Palestino            | 10   |
|      | Rodrigo Mannara  | CD Cobreloa             | 10   |
|      | Leonardo Monje   | CD Huachipato           | 10   |
|      | Gustavo Savoia   | CD Cobreloa             | 10   |

## Gesamttabelle
Für die Gesamttabelle werden die Ergebnisse der Ligaphase der Apertura und der Clausura addiert. Das punktbeste Team qualifiziert sich neben den beiden Meistern für die Copa Libertadores. Ist dieses bereits als Meister qualifiziert, rückt das nächste Team nach. Die letzten zwei Teams steigen direkt ab, zwei weitere über die gewichtete Abstiegstabelle. Die beiden schlechtplatziertesten Klubs, die nicht direkt absteigen, spielen Relegations-Playoffs gegen zwei Zweitligisten.
| Pl. | Verein                    | Sp. | S  | U  | N  | Tore    | Diff. | Punkte |
| --- | ------------------------- | --- | -- | -- | -- | ------- | ----- | ------ |
| 1.  | Universidad de Chile      | 37  | 21 | 5  | 11 | 067:440 | +23   | 68     |
| 2.  | Universidad Católica      | 37  | 20 | 5  | 12 | 074:520 | +22   | 65     |
| 3.  | CD O’Higgins              | 37  | 18 | 10 | 9  | 069:520 | +17   | 64     |
| 4.  | Everton                   | 37  | 19 | 3  | 15 | 062:550 | +7    | 60     |
| 5.  | CSD Colo-Colo             | 37  | 17 | 9  | 11 | 067:480 | +19   | 60     |
| 6.  | Audax Italiano            | 37  | 17 | 7  | 13 | 060:500 | +10   | 58     |
| 7.  | Deportivo Ñublense        | 37  | 15 | 13 | 9  | 049:430 | +6    | 58     |
| 8.  | CD Palestino              | 37  | 17 | 6  | 14 | 057:490 | +8    | 57     |
| 9.  | Santiago Morning (N)      | 37  | 16 | 8  | 13 | 065:740 | −9    | 56     |
| 10. | CD Huachipato             | 37  | 15 | 9  | 13 | 062:540 | +8    | 54     |
| 11. | Rangers de Talca (N)      | 37  | 15 | 9  | 13 | 048:500 | −2    | 54     |
| 12. | Deportes La Serena        | 37  | 14 | 11 | 12 | 066:630 | +3    | 53     |
| 13. | CD Cobresal               | 37  | 14 | 10 | 13 | 059:520 | +7    | 52     |
| 14. | CD Cobreloa               | 37  | 14 | 8  | 15 | 059:610 | −2    | 50     |
| 15. | Unión Española            | 37  | 14 | 7  | 16 | 048:590 | −11   | 49     |
| 16. | Universidad de Concepción | 37  | 11 | 9  | 17 | 059:650 | −6    | 42     |
| 17. | Deportes Antofagasta      | 37  | 11 | 7  | 19 | 036:560 | −20   | 40     |
| 18. | Provincial Osorno (N)     | 37  | 8  | 2  | 27 | 038:770 | −39   | 26     |
| 19. | Deportes Melipilla        | 37  | 6  | 3  | 28 | 041:780 | −37   | 21     |
| 20. | Deportes Concepción (a)   | 19  | 7  | 3  | 9  | 033:370 | −4    | 18     |

## Gewichtete Abstiegstabelle
Die um die Anzahl der Team bereinigten Punkte der Ligaphase aus Apertura und Clausura 2007 fließen zu 40 % ein, die bereinigten Punkte der diesjährigen Apertura und Clausura zu 60 %.
| Pl. | Verein                       | Gesamt | P 2007 | P 2008-A | P 2008-C |
| --- | ---------------------------- | ------ | ------ | -------- | -------- |
| 1.  | CD Universidad Católica      | 70,37  | 30,40  | 21,60    | 18,37    |
| 2.  | Audax Italiano               | 70,18  | 34,58  | 20,40    | 15,20    |
| 3.  | CSD Colo-Colo                | 69,78  | 32,68  | 16,20    | 20,90    |
| 4.  | CF Universidad de Chile      | 68,67  | 26,60  | 18,00    | 24,07    |
| 5.  | CD O’Higgins                 | 62,51  | 23,18  | 21,60    | 17,73    |
| 6.  | CD Huachipato                | 58,00  | 24,70  | 16,20    | 16,10    |
| 7.  | Santiago Morning             | 57,44  | 0,00   | 30,00    | 27,44    |
| 8.  | Deportivo Ñublense           | 57,41  | 22,04  | 24,60    | 10,77    |
| 9.  | CD Cobresal                  | 56,22  | 24,32  | 18,60    | 13,30    |
| 10. | CD Cobreloa                  | 55,98  | 25,08  | 13,80    | 16,10    |
| 11. | Rangers de Talca             | 55,67  | 0,00   | 24,00    | 31,67    |
| 12. | CD Palestino                 | 53,92  | 18,62  | 14,40    | 19,90    |
| 13. | Everton                      | 51,75  | 14,82  | 19,20    | 17,73    |
| 14. | Deportes La Serena           | 50,94  | 18,24  | 15,60    | 17,10    |
| 15. | Unión Española               | 47,33  | 17,10  | 14,40    | 15,83    |
| 16. | CD Universidad de Concepción | 45,66  | 19,76  | 12,60    | 13,30    |
| 17. | Deportes Antofagasta         | 42,63  | 17,86  | 10,20    | 14,57    |
| 18. | Deportes Melipilla           | 33,87  | 20,90  | 6,00     | 6,97     |
| 19. | Provincial Osorno            | 26,56  | 0,00   | 9,00     | 10,56    |

## Relegations-Playoffs
|                           | Gesamt |                                  | Hinspiel | Rückspiel |
| ------------------------- | ------ | -------------------------------- | -------- | --------- |
| Coquimbo Unido (2)        | 1:5    | CD Universidad de Concepción (1) | 0:2      | 1:3       |
| Deportes Puerto Montt (2) | 4:5    | Unión Española (1)               | 1:2      | 3:3       |

Damit bleiben alle vier Vereine in ihren jeweiligen Ligen.